# Maculiparia havilandae
Maculiparia havilandae är en insektsart som först beskrevs av Boris Petrovich Uvarov 1925.  Maculiparia havilandae ingår i släktet Maculiparia och familjen Romaleidae. Inga underarter finns listade i Catalogue of Life.